# سیوروان‌یوکی
سیوروان‌یوکی (انگلیسی: Siuruanjoki) یکی از رودخانه‌های فنلاند و یکی از مهم‌ترین شاخه‌های غربی ای‌یوکی است.